# Agrochola lychnidis lychnidis
Agrochola lychnidis lychnidis é uma subespécie de insetos lepidópteros, mais especificamente de traças, pertencente à família Noctuidae.
A autoridade científica da subespécie é Denis & Schiffermüller, tendo sido descrita no ano de 1775.
Trata-se de uma subespécie presente no território português.